# John Tartaglia
John Nicholas Tartaglia (ur. 16 lutego 1978 w Maple Shade Township, New Jersey) – amerykański lalkarz, aktor i piosenkarz.

## Życiorys
John urodził się 16 lutego 1978 w Maple Shade Township w stanie New Jersey. W 1996 roku ukończył Upper Dublin High School.
Jeszcze przed ukończeniem Upper Dublin High School John dołączył do zespołu lalkarskiego w Ulicy Sezamkowej i pracował na pół etatu. Dwa lata później został zatrudniony na cały etat. Wcielał się w rolę Elma, Erniego oraz Oskara Zrzędy. Oprócz tego występował również w takich produkcjach jak Niedźwiedź w dużym niebieskim domu i występował osobiście w programach stacji telewizyjnych VH1 i MTV.
W 2005 roku rozpoczął współpracę ze stacją Disney Channel, która wyemitowała jego program pt. Jasiek i Tyćki.
John Tartaglia wystąpił trzykrotnie na Broadwayu. W 2003 roku w musicalu Avenue Q wcielił się w rolę Princetona i Roda i nominowany do Tony Award w kategorii "Najlepszy aktor w musicalu". 30 stycznia 2005 opuścił obsadę. Od 2006 roku do czerwca 2007 występował w musicalu Piękna i Bestia jako Lampka. W 2008 roku wystąpił również w musicalu Shrek.
W 2015 roku John Tartaglia był reżyserem musicalu Claudio Quest, które było odgrywane w New York Musical Theatre Festival. W jedną z ról wcielił się aktor Ethan Slater.

## Życie prywatne
John Tartaglia jest gejem. W 2012 roku wziął ślub z Michaelem Shawnem Lewisem, a cztery lata później rozwiedli się.
W 2004 roku John pomógł zebrać 525 000 dolarów na rzecz organizacji Broadway Cares/Equity Fights AIDS.

## Filmografia

### Filmy
- 1998: Elmopalooza
- 2001: Trudna miłość jako Jack
- 2002: Antwone Fisher jako tancerz
- 2011: Honey 2 jako tancerz baletu
- 2018: Ladies in Black jako jubiler
  - Rozpruci na śmierć

### Telewizja
- 1992-1994: Miasto piesprawia
- 1996: The Wubbulous World of Dr. Seuss jako ptak/dostawca
- 1997-2006: Niedźwiedź w dużym niebieskim domu
- 1999: Sesame English jako Tingo
- 2000-2010: Between the Lions
- 2002-2004: Bawmy się, Sezamku jako Ernie
  - Ulica Sezamkowa
- 2005, 2007-2009: Jasiek i Tyćki jako Jasiek
- 2015: Animal Jam
- 2017: Julie's Greenroom jako Hank
  - Świat Elmo
- 2018: Splash and Bubbles jako Splash
- 2020: Fraglesy
  - Word Party jako Kip the Wallaby (głos)